# Латышев, Виктор Николаевич
Ви́ктор Никола́евич Латышев (9 февраля 1934, Москва — 13 апреля 2020) — советский и российский учёный в области математики. Доктор физико-математических наук, профессор.

## Биография
Виктор Николаевич Латышев родился 9 февраля 1934 года в Москве, в семье Николая Алексеевича Латышева и Нины Иосифовны Алексеевой. В 1953 году окончил с золотой медалью среднюю школу. В том же году поступил на механико-мaтематический факультет МГУ, который окончил в 1958 году. Ученик А. И. Ширшова.
Получил рекомендацию в аспирантуру мехмата, учился в ней, но в феврале 1961 года по приглашению А. Г. Куроша перешёл ассистентом на кафедру высшей алгебры и оставил учёбу в аспирантуре. В 1963 году защитил диссертацию на соискание учёной степени кандидата физико-математических наук (тема — «Об алгебрах с тождественными соотношениями»). Будучи молодым преподавателем, основал и возглавил вычислительный практикум по алгебре для студентов мехмата, включавший, в частности, решение задач по линейной алгебре и линейному программированию.
В 1977 году защитил диссертацию на соискание учёной степени доктора физико-математических наук (тема — «Нематричные многообразия ассоциативных алгебр»). С 1978 года — профессор кафедры высшей алгебры механико-математического факультетa МГУ. С 2001 года по 2015 год был заведующим кафедрой высшей алгебры мехмата МГУ.
Преподавал на механико-математическом факультете. Читал курсы лекций «Высшая алгебра», «Линейная алгебра и геометрия», спецкурсы «Прикладные вопросы алгебры», «Компьютерная алгебра», «Символьные вычисления».
Скончался 13 апреля 2020 года после тяжёлой болезни.

## Научная деятельность
Основные работы В. Н. Латышева относятся к алгебре. Он дал классификацию нематричных многообразий ассоциативных алгебр, поставил и решил pяд известных алгебраических задач, предложил программу распознавания свойств конечно определённых алгебр с канонической формой элементов, указал алгоритмы распознавания в мономиальных алгебрах.
Автор более 60 научных paбот, обзоров и учебных пособий. Учениками В. Н. Латышева защищено свыше 25 кандидатских и 1 докторская диссертация.

## Семья
Будучи студентом пятого курса, женился на Эмилии Алексеевне Латышевой (в девичестве — Попова), которую знал ещё со времени совместного обучения в школе. Его супруга позднее работала в Министерстве лесной и деревообрабатывающей промышленности СССР. У них есть сын Алексей.

## Награды
- Медаль «В ознаменование 100-летия со дня рождения Владимира Ильича Ленина» (1970)
- Почётное звание «Заслуженный профессор Московского университета» (2001)[12]
- Лауреат Ломоносовской премии МГУ за педагогическую деятельность (2006)[8]

## Публикации

### Отдельные издания
- Латышев В. Н. . Комбинаторная теория колец. Сложность алгебраических алгоритмов. — М.: Изд-во Моск. ун-та, 1987. — 102 с.
- Латышев В. Н. . Комбинаторная теория колец. Стандартные базисы. — М.: Изд-во Моск. ун-та, 1988. — 65 с.
- Латышев В. Н. . Выпуклые многогранники и линейное программирование. — Ульяновск: Изд-во Ульяновск. филиала МГУ, 1992. — 71 с.
- Карманова Л. В., Латышев В. Н. . Использование алгебры логики в информатике. — Обнинск: Обнинский ин-т атомной энергетики, 1998. — 62 с.
- Латышев В. Н., Артамонов В. А. . Линейная алгебра и выпуклая геометрия. — М.: Факториал Пресс, 2004. — 160 с. — ISBN 5-88688-071-2.

### Некоторые статьи
- Латышев В. Н.  О делителях нуля в конечномерных антикоммутативных алгебрах // Изв. вузов. Математика. — 1961. — № 2. — С. 100—108.
- Латышев В. Н.  Об алгебрах Ли с тождественными соотношениями // Сибирский матем. журнал. — 1963. — Т. 4, № 4. — С. 821—829.
- Латышев В. Н.  О выборе базы в одном T-идеале // Сибирский матем. журнал. — 1963. — Т. 4, № 5. — С. 1122—1127.
- Латышев В. Н.  О конечной порождённости T-идеала с элементом [x1,x2,x3,x4] // Сибирский матем. журнал. — 1965. — Т. 6, № 6. — С. 1432—1434.
- Латышев В. Н.  О шпехтовости некоторых многообразий ассоциативных алгебр // Алгебра и логика. — 1965. — Т. 8, № 4. — С. 669—673.
- Латышев В. Н.  К теореме Регева о тождествах тензорного произведения PI-алгебр // Успехи матем. наук. — 1972. — Т. 27, вып. 4. — С. 213—214.
- Латышев В. Н.  Частично упорядоченные множества и нематричные многообразия ассоциативных алгебр // Алгебра и логика. — 1976. — Т. 18, № 1. — С. 53—70.
- Латышев В. Н.  Нематричные многообразия ассоциативных алгебр // Математические заметки. — 1980. — Т. 27, № 1. — С. 147—156.
- Belov A. Y., Borisenko V. V., Latyshev V. N.  Monomial algebras // Journal of Mathematical Sciences. — 1997. — Vol. 87, no. 3. — P. 3463—3575. — doi:10.1007/BF02355446.
- Латышев В. Н.  Комбинаторные порождающие полилинейных полиномиальных тождеств // Фундаментальная и прикладная математика. — 2006. — Т. 12, № 2. — С. 101—110.
- Латышев В. Н.  Общая версия стандартного базиса в ассоциативных алгебрах и производные конструкции // Фундаментальная и прикладная математика. — 2009. — Т. 15, № 3. — С. 183—203.
- Латышев В. Н.  Алгебраическая симплификация и криптографические мотивы // Фундаментальная и прикладная математика. — 2014. — Т. 19, № 2. — С. 109—124.